# Medasina livida
Medasina livida är en fjärilsart som beskrevs av W. Warren 1893. Medasina livida ingår i släktet Medasina och familjen mätare. Inga underarter finns listade i Catalogue of Life.